# Samuel L. Jackson
Samuel Leroy Jackson, ameriški igralec in producent, * 21. december 1948, Washington, D.C., Združene države Amerike.
Vzgajala ga je teta, ki ga je navdušila nad igro, očeta ni poznal. Po šolanju se je v turbulentnih časih rasne segregacije 1960. let gibal v krogu aktivistov za pravice črncev, kmalu pa je zapadel v droge in se za silo preživljal z gledališčem ter manjšimi filmskimi vlogami. Med rehabilitacijo pa je dobil ponudbo režiserja Spikea Leeja za stransko vlogo v filmu Mestna vročica. Z njo je na Filmskem festivalu v Cannesu leta 1991 povzročil tako senzacijo, da mu je žirija podelila izredno nagrado za najboljšega stranskega igralca, kar je zanj pomenilo preboj.
V zgodnjih 1990. letih je tako dobil še nekaj pomembnejših stranskih vlog v filmih, kot so Dobri fantje, Patriotske igre in Jurski park, svetovno slavo pa so mu prinesli filmi režiserja Quentina Tarantina začenši s Šundom (1994) in nato Jackie Brown (1997), Django brez okovov (2012) ter Podlih osem (2015). Za vlogo gangsterja Julesa Winnfielda v Šundu je bil nominiran za oskarja za najboljšo stransko moško vlogo.
Do zdaj je nastopil v več kot 100 filmih in velja za enega najprepoznavnejših igralcev svoje generacije, drži pa tudi rekord po prihodku: filmi, v katerih je igral (neupoštevajoč epizodne vloge), so skupno prinesli več kot 16 milijard USD prihodkov (neupoštevajoč inflacijo). Ob tem ni najbolje plačani hollywoodski igralec.
Poleg tega je posodil podobo in glas številnim animiranim delom. Podjetje Marvel Comics je njegovo podobo uporabilo za lik Nicka Furyja v stripih, sam pa je kasneje nastopil v tej vlogi v 11 njihovih filmih. Poleg tega je posodil glas likom animiranih filmov, kot so Neverjetni z nadaljevanjem, Vojna zvezd: Vojna klonov in Turbo, naslovnemu liku animirane serije Afro Samurai ter enemu od likov videoigre Grand Theft Auto: San Andreas.
Od leta 1980 je poročen z igralko LaTanyo Richardson, leta 1982 se jima je rodila hči Zoe.